# Tilloy-lès-Mofflaines
Tilloy-lès-Mofflaines là một xã ở tỉnh Pas-de-Calais, vùng Hauts-de-France của Pháp.

## Địa lý
Tilloy-lès-Mofflaines nằm ở phía đông nam của Arras, tại giao lộ của các tuyến đườngN39, D34 và D60.

## Dân số
| 1962                                                         | 1968 | 1975 | 1982 | 1990 | 1999 | 2006 |
| ------------------------------------------------------------ | ---- | ---- | ---- | ---- | ---- | ---- |
| 679                                                          | 773  | 744  | 806  | 1309 | 1329 | 1502 |
| Số liệu điều tra dân số từ năm 1962: Dân số không tính trùng |      |      |      |      |      |      |

## Địa điểm nổi bật
- Nhà thờ St.Brice, được xây lại sau đệ nhất thế chiến.